# Stefi Geyer

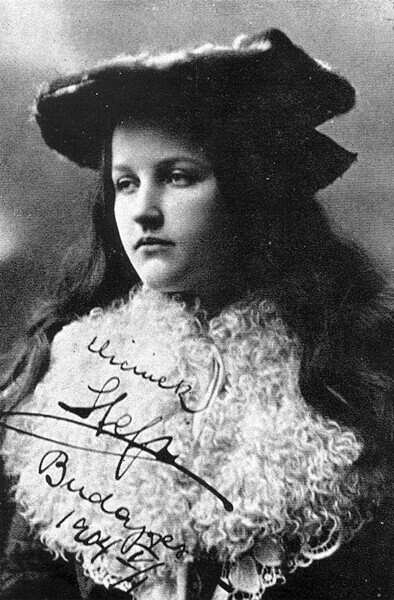
Stefi Geyer nel 1904

Stefi Geyer (Budapest, 23 giugno 1888 – Zurigo, 11 dicembre 1956) è stata una violinista ungherese.

## Biografia
Stefi Geyer nacque a Budapest nel 1888. Quando aveva 5 anni iniziò a suonare il violino con suo padre, medico e violinista dilettante. Dai sette anni continuò gli studi con Adolf Kálmán alla Nemzeti Zenede (Scuola di musica secondaria). Enfant prodige, a nove anni fu ascoltata da Jenő Hubay che la prese come allieva all'Accademia di Musica di Budapest (1898-1902). Già prima di completare gli studi, effettuò delle tournée in Austria, Germania, Romania e Italia.
Accanto al repertorio tradizionale, la Geyer fu una interprete e sostenitrice della musica del primo Novecento, collaborando e ispirando alcuni compositori della sua epoca, Béla Bartók, Othmar Schoeck, Walter Schulthess, Willy Burkhard, Georg Haeser e altri.
Nel 1906 strinse amicizia col Bartók. Rimasto affascinato dal talento della Geyer, Bartók compose il Concerto n. 1 (1907-08) e le regalò il manoscritto. Ma poco tempo dopo, Bartók dovette prendere atto che la sua relazione con la violinista si andava deteriorando, sino alla definitiva rottura. La Geyer conservò il manoscritto sino alla morte senza mai parlarne né eseguirlo in pubblico.
Il suo primo matrimonio fu con l'avvocato viennese Edwin Jung, che morì durante l'epidemia di influenza della prima guerra mondiale. Nel 1920 sposò in seconde nozze il compositore svizzero Walter Schulthess.

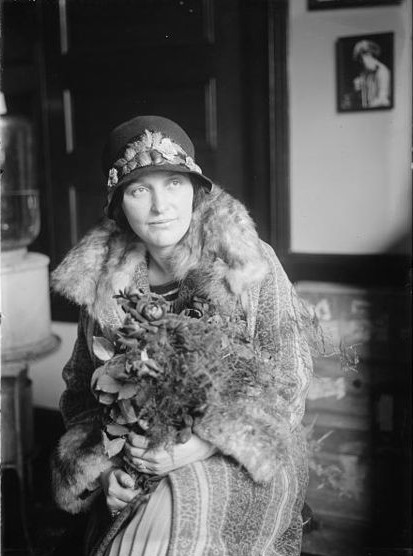
Stefi Geyer

Insegnò al Conservatorio di Zurigo dal 1934 al 1953; tra i suoi studenti, Aida Stucki, Rudolf Baumgartnere Klaus Huber.
Mancò a Zurigo nel 1956.

## Opere dedicate
- Jenő Hubay, Concerto all’Antica, op.101 (1908) “À Mademoiselle Stefi Geyer”
- Béla Bartók, Concerto per violino e orchestra n. 1 (1907-1908)
- Georg Haeser, Walzer per violino e pianoforte , op. 17 (1909),  “Stefi Geyer gewidmet”
- Othmar Schoeck, Sonata per violino e pianoforte in re maggiore op. 16 (1908-1909)
- Othmar Schoeck, Concerto per violino e orchestra, op. 21 (c. 1912)  “Frau Stefi Jung-Geyer gewidmet”
- Willy Burkhard, Concerto per violino e orchestra,  op. 69 (1943)